# Elsa Einstein
Elsa Einstein (n. 18 ianuarie 1876, Hechingen, Baden-Württemberg, Germania – d. 20 decembrie 1936, Princeton, New Jersey, SUA) a fost a doua soție și verișoara lui Albert Einstein. Mamele lor au fost surori, ceea ce îi face veri primari materni, iar tații lor erau veri primari, ceea ce îi face veri de-al doilea paterni. Elsa a avut numele de Einstein la naștere, l-a pierdut atunci când a luat numele de primului ei soț, Max Löwenthal, și l-a recăpătat în 1919, atunci când s-a căsătorit cu vărul ei, Albert.

## Viața timpurie
Elsa, fiica lui Rudolf Einstein, s-a născut în Hechingen, în ianuarie 1876. A avut două surori: Paula (c. 1878–c. 1955) și Hermine (1872–1942). Rudolf era producător de textile în Hechingen. În timpul vizitelor regulate cu familia în München, ea s-a jucat de multe ori cu vărul ei, Albert. În dialectul șvab îl numea „Albertle”. Cei doi s-au despărțit în 1894, când Albert a plecat din Germania cu familia la Milano.

## Viața de după căsătorie
În 1896, Elsa s-a căsătorit cu Max Löwenthal (1864–1914), comerciant de textile din Berlin, cu care a avut trei copii: fiicele Ilse (1897–1934) și Margot (1899–1986) și un fiu care s-a născut în 1903, dar care a murit la scurt timp după naștere. Au trăit împreună în Hechingen. În 1902, Max Löwenthal și-a găsit de muncă în Berlin, iar familia lui a rămas în Hechingen. Ea a divorțat de Max pe 11 mai 1908 și s-a mutat cu cele două fiice ale sale într-un apartament deasupra celui al părinților ei la Haberlandstrasse 5, în Berlin.
Ea a început o relație cu vărul ei Albert Einstein în aprilie 1912, în timp ce Albert era căsătorit cu prima lui soție, fiziciana Mileva Marić. Einstein s-a separat de Mileva în 1914 și divorțul lor a fost definitivat pe 14 februarie 1919. Elsa s-a căsătorit cu Albert trei luni și jumătate mai târziu, pe 2 iunie 1919.
Mamele lui Albert și Elsa erau surori, iar astfel Elsa și Albert erau verișori primari materni. Tații lor erau veri primari.
Einstein a format o familie unită împreună cu fiicele vitrege Ilse și Margot. Deși Albert și Elsa nu au avut copii proprii, Albert le-a crescut pe Ilse și Margot ca pe propriile fiice. Ei au locuit în zona Berlinului, având de asemenea o casă de vară în Caputh, în apropiere de Potsdam.
Elsa și-a petrecut cea mai mare din căsătoria ei cu Albert acționând ca protectoarea sa, protejându-l de vizitatori nedoriți și șarlatani. De asemenea, ei i se datorează construcția casei lor de vară în 1929.

### Viața în SUA

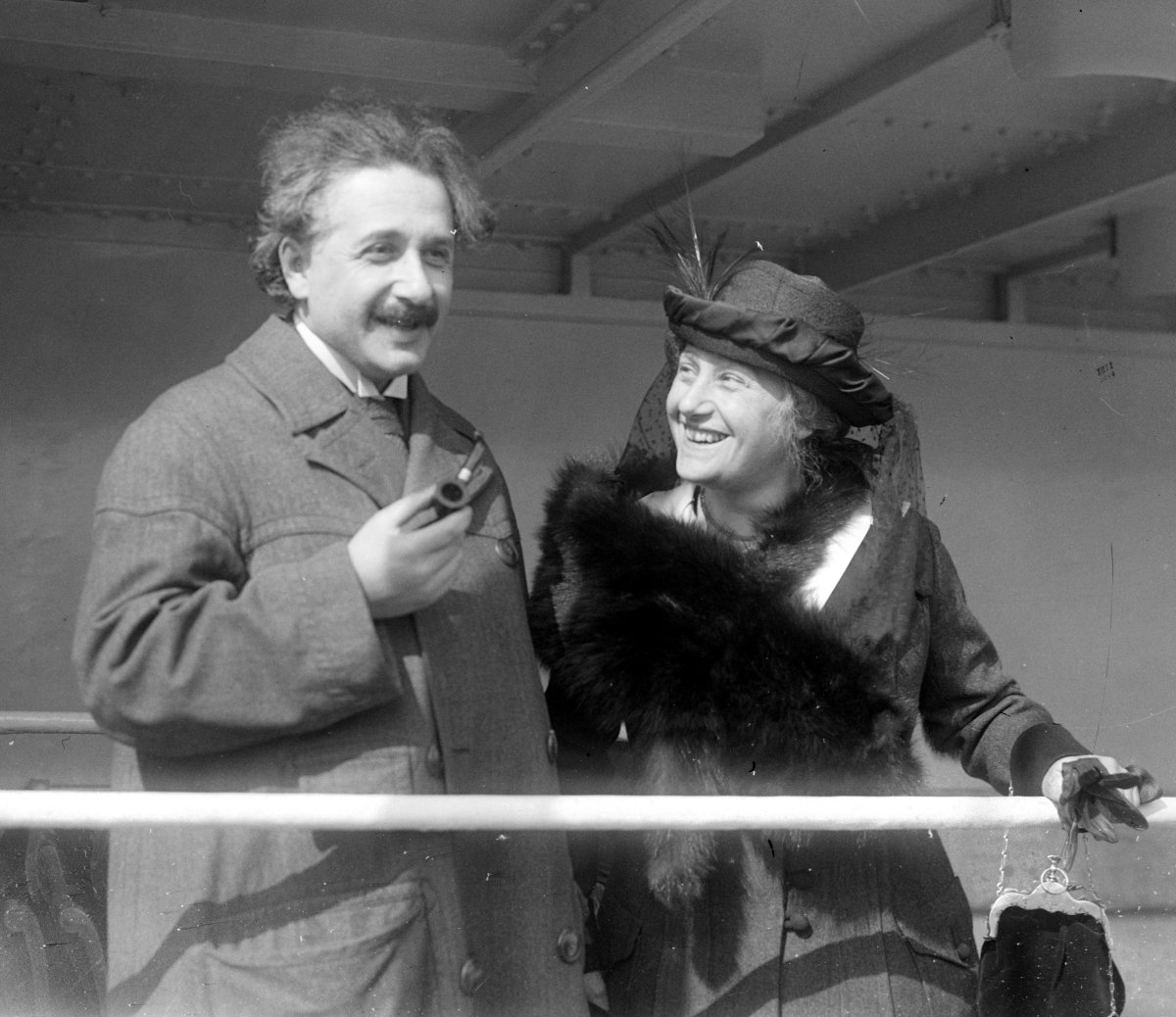
Elsa Einstein cu soțul ei, Albert Einstein, când au ajuns la New York la bordul SS Rotterdam.

În 1933, Albert și Elsa Einstein au emigrat în Princeton, New Jersey, SUA. În toamna anului 1935, s-au mutat într-o casă la 112 Mercer Street, cumpărată în august, dar la scurt timp după aceea lui Elsa i s-a umflat un ochi și a fost diagnosticată cu probleme cardiace și renale. Când Elsa a fost diagnosticată, Einstein a decis să-și petreacă cea mai mare parte a timpului în studiile sale. În cartea lui Walter Isaacson, Einstein: Viața și Universul, se afirmă că Einstein credea că „munca intelectuală obositoare și privirea naturii lui Dumnezeu sunt îngerii conciliatori, fortificanți dar necontenit de stricți care mă conduc prin toate necazurile vieții”. Astfel, Einstein a încercat să scape de necazurile sale, concentrându-se pe munca prin care atenția îi era distrasă de la Elsa aflată pe moarte. Elsa a murit după o grea suferință pe 20 decembrie 1936, în casa de pe Mercer Street.